# Заједничка база
У електроници, појачало са заједничком базом (такође познато као уземљена база ) је једно од три основне топологије једностепених биполарних транзистора, које се обично користе као струјни бафер или напонски појачавач .
У овом колу емитерски терминал транзистора служи као улаз, колектор као излаз, а база је повезана са уземљењем, или "заједничка", отуда и његово име. Аналогно коло транзистора са ефектом поља је појачало са заједничким извором.

## Апликације
Ова поставка није баш уобичајена у нискофреквентним дискретним колима, где се обично користи за појачала која захтевају необично ниску улазну импедансу, на пример да делује као претпојачало за микрофоне са покретним завојницама. Међутим, популаран је у интегрисаним колима и високофреквентним појачивачима, на пример за ВВФ и УФ, јер његов улазни капацитет не пати од Милеровог ефекта, који деградира пропусни опсег конфигурације заједничког емитера, и због релативно високе изолације између улаза и излаза. Ова висока изолација значи да постоји мало повратних информација од излаза назад до улаза, што доводи до високе стабилности.
Ова конфигурација је такође корисна као тренутни бафер, пошто има тренутни добитак од приближно јединице (видите формуле испод). Често се на овај начин користи заједничка база, којој претходи степен заједничког емитера. Комбинација ова два чини каскодну конфигурацију, која поседује неколико предности сваке конфигурације, као што су висока улазна импеданса и изолација.

## Нискофреквентне карактеристике
На ниским фреквенцијама и под условима малог сигнала, коло на слици 1 може бити представљено оним на слици 2, где је коришћен хибридни пи модел за биполарни транзистор. Улазни сигнал је представљен Тевениновим извором напона vs са серијским отпором R s, а оптерећење је отпорник RL. Ово коло се може користити за извођење следећих карактеристика појачивача са заједничком базом.
|                                | Дефиниција                                                                                 | Израз | Приближан израз | Услови                                                                         |
| ------------------------------ | ------------------------------------------------------------------------------------------ | --- | --- | ------------------------------------------------------------------------------ |
| Појачање напона отвореног кола | {\displaystyle {A_{v}}=\left.{\frac {v_{\text{o}}}{v_{\text{i}}}}\right\|_{R_{L}=\infty }} | {\displaystyle {\frac {(g_{m}r_{\text{o}}+1)R_{C}}{R_{C}+r_{o}}}}                                                 | {\displaystyle g_{m}R_{C}} | {\displaystyle r_{o}\gg R_{C}}                                                 |
| Појачање струје кратког споја  | {\displaystyle A_{i}=\left.{i_{\text{o}} \over i_{\text{i}}}\right\|_{R_{L}=0}}            | {\displaystyle {\frac {r_{\pi }+\beta r_{o}}{r_{\pi }+(\beta +1)r_{o}}}}                                          | {\displaystyle 1} | {\displaystyle \beta \gg 1}                                                    |
| Улазни отпор                   | {\displaystyle R_{\text{in}}={\frac {v_{i}}{i_{i}}}}                                       | {\displaystyle {\frac {(r_{o}+R_{C}\parallel R_{L})r_{E}}{r_{o}+r_{E}+{\frac {R_{C}\parallel R_{L}}{\beta +1}}}}} | {\displaystyle r_{e}\left(\approx {\frac {1}{g_{m}}}\right)} | {\displaystyle r_{o}\gg R_{C}\parallel R_{L}\quad \left(\beta \gg 1\right)}    |
| Излазни отпор                  | {\displaystyle R_{\text{out}}=\left.{\frac {v_{o}}{-i_{o}}}\right\|_{v_{s}=0}}             | {\displaystyle R_{C}\parallel \left([1+g_{m}(r_{\pi }\parallel R_{S})]r_{o}+r_{\pi }\parallel R_{S}\right)}       | {\displaystyle {\begin{aligned}R_{C}&\parallel r_{o}\\R_{C}&\parallel \left(r_{o}\left[1+g_{m}\left(r_{\pi }\parallel R_{S}\right)\right]\right)\end{aligned}}} | {\displaystyle {\begin{aligned}R_{S}&\ll r_{E}\\R_{S}&\gg r_{E}\end{aligned}}} |

Напомена: Паралелне линије (||) означавају паралелне компоненте .
Уопштено говорећи, укупни напон/струјни добитак може бити знатно мањи од појачања отвореног/кратког споја наведених изнад (у зависности од отпора извора и оптерећења) због ефекта оптерећења .

### Активна оптерећења
За појачање напона, опсег дозвољеног колебања излазног напона у овом појачавачу је везан за појачање напона када се користи отпорник оптерећење RC, као на слици 1. То јест, велико појачање напона захтева велики RC, а то заузврат подразумева велики пад једносмерног напона на RC . За дати напон напајања, што је већи овај пад, то је мањи транзистор VCB и мањи излазни замах је дозвољен пре него што дође до засићења транзистора, са резултујућим изобличењем излазног сигнала. Да би се избегла ова ситуација, може се користити активно оптерећење, на пример, тренутно огледало . Ако се направи овај избор, вредност RC у горњој табели се замењује излазним отпором малог сигнала активног оптерећења, који је генерално велики као rО активног транзистора на слици 1. С друге стране, пад једносмерног напона на активном оптерећењу има фиксну ниску вредност ( напон усклађености активног оптерећења), много мањи од пада једносмерног напона који је настао за упоредиво појачање коришћењем отпорника RC . То јест, активно оптерећење намеће мање ограничења за колебање излазног напона. Приметићете да је активно оптерећење или не, велико појачање наизменичне струје је и даље повезано са великим излазним отпором наизменичне струје, што доводи до лоше поделе напона на излазу осим за велика оптерећења RL ≫ Rоut .
За употребу као струјни бафер, RC не утиче на појачање, али излазни отпор утиче. Због поделе струје на излазу, пожељно је имати излазни отпор за бафер много већи од оптерећења RL који се покреће, тако да велике струје сигнала могу да се испоруче на оптерећење. Ако се користи отпорник RC, као на слици 1, велики излазни отпор је повезан са великим RC поново ограничавајући замах сигнала на излазу. (Иако се струја испоручује оптерећењу, обично велики струјни сигнал у оптерећењу подразумева и велики напон на оптерећењу.) Активно оптерећење обезбеђује висок излазни отпор наизменичне струје са много мање озбиљним утицајем на амплитуду промене излазног сигнала .

## Преглед карактеристика
Неколико примера апликација је детаљно описано у наставку. Следи кратак преглед.
- Улазна импеданса појачавача Rin гледању у емитерски чвор је веома ниска, дата отприлике као

{\displaystyle R_{\text{in}}=r_{E}={\frac {V_{T}}{I_{E}}},}
где је VТ термички напон, а IЕ је струја емитера једносмерне струје.
На пример, за VТ = 26 mV и IЕ = 10 mA, прилично типичне вредности, Rin = 2,6 Ω . Ако се IЕ смањи да би се повећао Rin, постоје и друге последице као што су нижа транскондуктивност, већи излазни отпор и нижи β које се такође морају узети у обзир. Практично решење за овај проблем ниске улазне импедансе је постављање степена заједничког емитера на улаз да би се формирало каскодно појачало.
- Пошто је улазна импеданса тако ниска, већина извора сигнала има већу изворну импедансу од појачивача са заједничком базом Rin . Последица је да извор испоручује струју на улаз, а не напон, чак и ако је извор напона. (Према Нортоновој теореми, ова струја је приближно iin = vS / RS ). Ако је излазни сигнал такође струја, појачало је струјни бафер и испоручује исту струју као и улаз. Ако се излаз узме као напон, појачало је трансотпорно појачало и испоручује напон који зависи од импедансе оптерећења, на пример vout = iin RL за оптерећење отпорника RL много мање вредности од излазног отпора појачала Rout . То јест, појачање напона у овом случају (детаљније објашњено у наставку) је

{\displaystyle v_{\text{out}}=i_{\text{in}}R_{L}=v_{s}{\frac {R_{L}}{R_{S}}}\Rightarrow A_{v}={\frac {v_{\text{out}}}{v_{S}}}={\frac {R_{L}}{R_{S}}}.}
Имајте на уму да се за импедансе извора такве да је RS ≫ rЕ излазна импеданса приближава Rout = RC || [ gm ( rπ || RS ) rО ].
- За посебан случај извора са веома ниском импедансом, појачало са заједничком базом ради као напонско појачало, један од примера о којима се говори у наставку. У овом случају (објашњено детаљније у наставку), када RS ≪ rЕ и RL ≪ Rout, појачање напона постаје

{\displaystyle A_{v}={\frac {v_{\text{out}}}{v_{S}}}={\frac {R_{L}}{r_{E}}}\approx g_{m}R_{L},}
где је gm = IC / VТ транскондуктивност. Приметите да је за ниску импедансу извора Rout = rО || RC.
- Укључивање rО у хибридни-пи модел предвиђа обрнути пренос са излаза појачавача на његов улаз, односно појачавач је билатерални. Једна последица овога је да на улазно/излазну импедансу утиче импеданса завршетка оптерећења/извора, стога, на пример, излазни отпор Rout може да варира у опсегу rО || RC ≤ Rout ≤ (β + 1) rО || RC, у зависности од отпора извора RS. Појачало се може апроксимирати као једнострано када је занемаривање rО тачно (важи за мала појачања и ниске до умерене отпоре оптерећења), поједностављујући анализу. Ова апроксимација се често прави у дискретним дизајнима, али може бити мање прецизна у RF колима и у дизајну интегрисаних кола, где се обично користе активна оптерећења.

### Појачало напона
За случај када се коло са заједничком базом користи као појачивач напона, коло је приказано на слици 2.
Излазни отпор је велики, најмање RC || rО, вредност која настаје са ниском импедансом извора ( RS ≪ rЕ ). Велики излазни отпор је непожељан у напонском појачавачу, јер доводи до лоше поделе напона на излазу. Ипак, појачање напона је значајно чак и за мала оптерећења: према табели, са RS = rЕ појачање је Аv = gm RL / 2 . За веће импедансе извора, појачање је одређено односом отпорника RL / RS, а не својствима транзистора, што може бити предност тамо где је важна неосетљивост на температуру или варијације транзистора.
Алтернатива коришћењу хибридног пи модела за ове прорачуне је општа техника заснована на мрежама са два порта . На пример, у апликацији попут ове где је напон излаз, може се изабрати г-еквивалентни два порта ради једноставности, јер користи појачало напона у излазном порту.
За вредности RC у близини rЕ , појачавач је прелазни између напонског појачавача и струјног бафера. За RC ≫ rЕ репрезентацију драјвера као Тевенин извора треба заменити репрезентацијом са Нортон извором . Заједничко основно коло престаје да се понаша као појачивач напона и понаша се као следбеник струје, као што ће бити објашњено у наставку.

### Тренутни пратилац
Слика 3 приказује појачало са заједничком базом који се користи као следбеник струје. Сигнал кола обезбеђује AC Нортон извор (струја IС, Нортон отпор RS ) на улазу, а коло има оптерећење отпорника RL на излазу.
Као што је раније поменуто, овај појачавач је билатерални као последица излазног отпора rО, који повезује излаз са улазом. У овом случају је излазни отпор велики чак и у најгорем случају (то је најмање rО || RC и може постати (β + 1) rО || RC за велики RC ). Велики излазни отпор је пожељан атрибут извора струје јер повољна подела струје шаље већину струје у оптерећење. Струјни добитак је скоро јединица све док је RS ≫ rЕ.
Алтернативна техника анализе је заснована на мрежама са два порта. На пример, у апликацији попут ове где је струја излаз, изабран је х-еквивалентни два порта јер користи струјно појачало у излазном порту.